# Världsmästerskapet i bandy för damer 2020
Världsmästerskapet i bandy för damer arrangerades i Norge och var det tionde världsmästerskapet i bandy för damlandslag. Sverige blev världsmästare.